# Necatoriasis
Necatoriasis oder Nekatoriasis ist eine Wurmerkrankung des Menschen, die durch Hakenwürmer der Gattung Necator, vor allem Necator americanus, ausgelöst wird. Sie zählt zu den vernachlässigten Tropenkrankheiten.

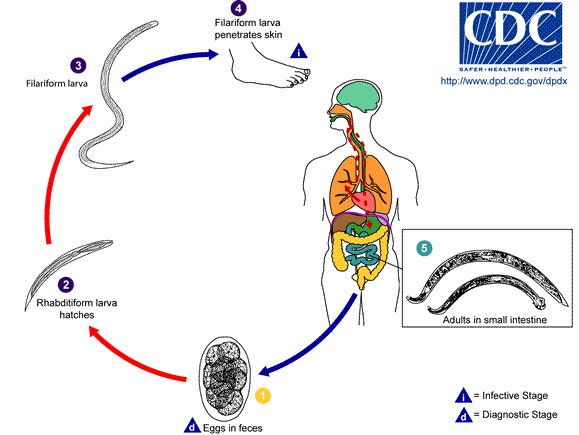
Lebenszyklus eines Hakenwurms

## Ursache

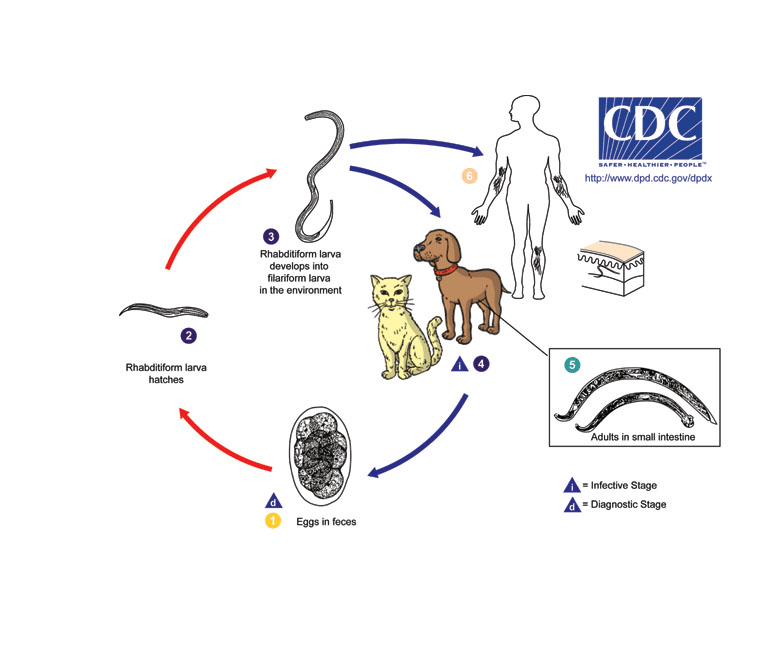
Hautwanderlarven

Necatoriasis wird vor allem durch Necator americanus verursacht. Necator americanus kann als Larve und im Erwachsenenstadium Schäden verursachen. Die Drittstadium-Larven wandern, thermischen Gradienten folgend, auf die menschliche Haut. Typischerweise gelangen die Larven nach Kontakt mit kontaminiertem Boden durch die Hände und Füße in den Körper. An der Eintrittspforte entwickelt sich ein papulärer, juckender Ausschlag. Dies wird auch als „Bodenjucken“ bezeichnet. Die Larven wandern über das Blut in die Lunge. Dies bleibt meist asymptomatisch, es kann aber auch zu leichtem Husten kommen. Die Larven dringen in die Lungenbläschen ein, werden hochgehustet und abgeschluckt und gelangen so in den Magen-Darm-Trakt. Hier heften sie sich an die Darmschleimhaut, wo sie zu erwachsenen Würmern reifen. Die Hakenwürmer dringen mit ihren Schneideplatten in die Schleimhaut bis zu den Blutgefäßen vor und ernähren sich vom Blut ihres Wirts. Jeder Wurm saugt etwa 30 μl Blut pro Tag. Dieser Blutverlust kann bei mittelschweren bis schweren Infektionen zu einer Anämie führen.

## Symptome
Die erwachsenen Würmer an heften sich an die Zotten des Dünndarms an und saugen Blut des Wirts, was Bauchschmerzen, Durchfall, Krämpfe und Gewichtsverlust bis hin zur Abmagerung verursachen kann. Schwere Infektionen können zur Entwicklung einer Anämie führen. Andere häufige Symptome sind epigastrische Schmerzen, Übelkeit, exertionale Dyspnoe, Schmerzen in den unteren Extremitäten und Gelenken, Brustschmerzen, Kopfschmerzen, Müdigkeit und Impotenz. Die Anämie kann bei Kindern zu körperlicher und geistiger Behinderung führen. Todesfällen können auftreten, sind aber selten.
Die Hautwanderlarven (Larva migrans cutanea) sind durch Hautrisse und starken Juckreiz gekennzeichnet.

## Diagnose
Die Standardmethode zur Diagnose von Necatoriasis ist der Nachweis von Necator-Eiern in einer Stuhlprobe mittels Flotationsverfahren und mikroskopischer Untersuchung. Die Eier können morphologisch jedoch nicht von denen von Ancylostoma duodenale unterschieden werden, dazu müssen die Larven untersucht werden, um beide Hakenwürmer zu differenzieren. Larven treten nicht in frischen Stuhlproben auf, die Probe muss einen Tag oder länger bei Umgebungstemperatur stehen gelassen werden. Die häufigste Technik zur Diagnose einer Hakenwurminfektion besteht darin, eine Stuhlprobe zu entnehmen, sie in 10 % Formalin zu fixieren, sie mit der Formalin-Ethylacetat-Sedimentationstechnik zu konzentrieren und dann das nasse Sediment unter dem Mikroskop zu beurteilen.

## Behandlung
Eine Infektion mit Necator americanus kann mit Benzimidazolen behandelt werden: Albendazol oder Mebendazol. Eine Bluttransfusion kann in schweren Fällen von Anämie notwendig sein. Leichte Infektionen bleiben in der Regel unbehandelt in Gebieten, in denen eine Reinfektion häufig ist. Eisenzusatz und eine proteinreiche Ernährung beschleunigen den Genesungsprozess. In einer Fallstudie bei Männern mit Trichuris-trichiura- und/oder N.-americanus-Infektionen waren sowohl Albendazol als auch Mebendazol zu 90 % wirksam. Bei Trichuris trichiura konnte eine vollständige Heilung erzielt werden. Albendazol hatte für N. americanus eine Heilungsrate von 95 %, Mebendazol nur von 21 %. Albendazol ist also bei der Behandlung von T. trichiura und N. americanus am wirksamsten. Allerdings werden in den letzten Jahren zunehmend Resistenzen gegenüber diesen Wirkstoffen beobachtet. Eine Triple-Therapie mit Albendazol, Pyrantel und Oxantel erwies sich in einer Studie als besonders gut wirksam.
Die Kryotherapie durch Anwendung von flüssigem Stickstoff auf die Haut wurde eingesetzt, um Hautwanderlarven abzutöten, aber das Verfahren hat eine niedrige Heilungsrate, verursacht Schmerzen und schwere Hautschäden. Die topische Anwendung einiger Arzneimittel erfordert wiederholte, anhaltende Anwendungen und ist weniger wirksam als einige systemische Behandlungen.
In den 1910er Jahren umfassten gängige Behandlungen für Hakenwürmer Thymol, 2-Naphthol, Chloroform, Benzin und Eukalyptusöl. In den 1940er Jahren war Tetrachlorethen Mittel der Wahl, verabreicht im Nüchternzustand, gefolgt von 30 bis 45 g Natriumsulfat. Tetrachlorethen hatte Berichten zufolge eine Heilungsrate von 80 Prozent für Necator-Infektionen, von 25 Prozent bei Ancylostoma-Infektionen und verursachte oft eine leichte Vergiftung beim Patienten.

## Prävention
Bildung, verbesserte sanitäre Einrichtungen und kontrollierte Entsorgung von menschlichem Kot sind entscheidend für die Prävention. Das Tragen von Schuhen in endemischen Gebieten trägt dazu bei, die Prävalenz von Infektionen zu reduzieren.

## Epidemiologie
Necator americanus wurde zuerst in Brasilien entdeckt und dann in Texas gefunden. Später wurde festgestellt, dass der Parasit auch in Afrika, China, den südwestpazifischen Inseln, Indien und Südostasien heimisch ist. Er ist der häufigste tropische Parasit beim Menschen. Etwa 95 % der Hakenwürmer, die in der südlichen Region der Vereinigten Staaten gefunden werden, gehören zu dieser Art. Necator americanus kann auch bei Schweinen und Hunden auftreten, die vermutlich als Transportwirte fungieren und ein Reservoir für humane Infektionen darstellen.
Die Übertragung einer Necator-americanus-Infektion wird durch eihaltigem Kot auf schattigem, gut durchlässigem Boden gefördert und wird durch warme, feuchte (tropische) Bedingungen begünstigt.